# Las Palabras de Amor (The Words of Love)
«Las Palabras de Amor (The Words of Love)» (с исп. — «Слова любви», с англ. — «Слова любви») — песня британской рок-группы Queen. Написана Брайаном Мэйем. Была написана в 1981—1982 году под впечатлением тура группы по Южной Америке; вошла в альбом Hot Space. В песне есть несколько фраз на испанском языке. Использовались акустическая гитара и синтезатор.
В своей книге Queen: The Compete Guide to their Music публицист Мартин Пауэр называет «Las Palabras...» «прямой наследницей» треков «Teo Torriate (Let Us Cling Together)» и «Save Me» с альбомов A Day at the Races и The Game соответственно; Пауэр отмечает песню как не самую худшую на Hot Space, хотя и довольно слабую в сравнении с другими треками этого альбома: «Back Chat» и «Body Language».
С этой песней Queen после пятилетнего перерыва выступила в программе Top of the Pops 10 июня 1982 года. То, что Queen выпустила песню с частью текста на испанском языке в разгар Фолклендской войны (2 апреля — 14 июня 1982 года) вызвало протест у противников Леопольдо Галтьери, диктатора занимавшего должность президента Аргентины. Сам же Галтьери счёл дуэт Queen с Дэвидом Боуи «пропагандистским» и запретил трансляцию Queen на аргентинском радио.
На концерте памяти Фредди Меркьюри песню исполнил итальянский певец Дзуккеро. Песня вошла в сборник Greatest Hits III (1999).